# Jan Wejchert
Jan Bohdan Wejchert (ur. 5 stycznia 1950, zm. 31 października 2009) – polski przedsiębiorca, założyciel grupy ITI i TVN.

## Życiorys
Pochodził z niezamożnej rodziny, aczkolwiek jego dziadkowie ze strony ojca i matki zajmowali się handlem przed 1939 (jeden prowadził firmę spedycyjną, a drugi sprzedawał ramy do obrazów). 
Absolwent III Liceum Ogólnokształcącego w Gdańsku. Po raz pierwszy wyjechał za granicę w 1968, gdy po pierwszym roku studiów udał się drogą morską do Anglii i podjął tam pracę w hurtowni spożywczej. Potem pracował fizycznie w Szwecji. Do 1972 odwiedził też Francję i Włochy. Początkowo studiował fizykę, a po dwóch latach przeniósł się na ekonomię. Na trzecim roku studiów podjął pracę jako tłumacz dla frankfurckiego przedsiębiorstwa Konsuprod, GmbH & Co., t.j. pierwszej firmy niemieckiej, która otrzymała zezwolenie na działalność w PRL (jej właścicielem był kuzyn jego matki). W 1976 został polskim pełnomocnikiem tej firmy, a ostatecznie dyrektorem polskiej filii. Został absolwentem Wydziału Ekonomii Uniwersytetu Warszawskiego. Był także właścicielem przedsiębiorstwa Contal International Ltd, ulokowanego w Irlandii na obszarze doków portowych.

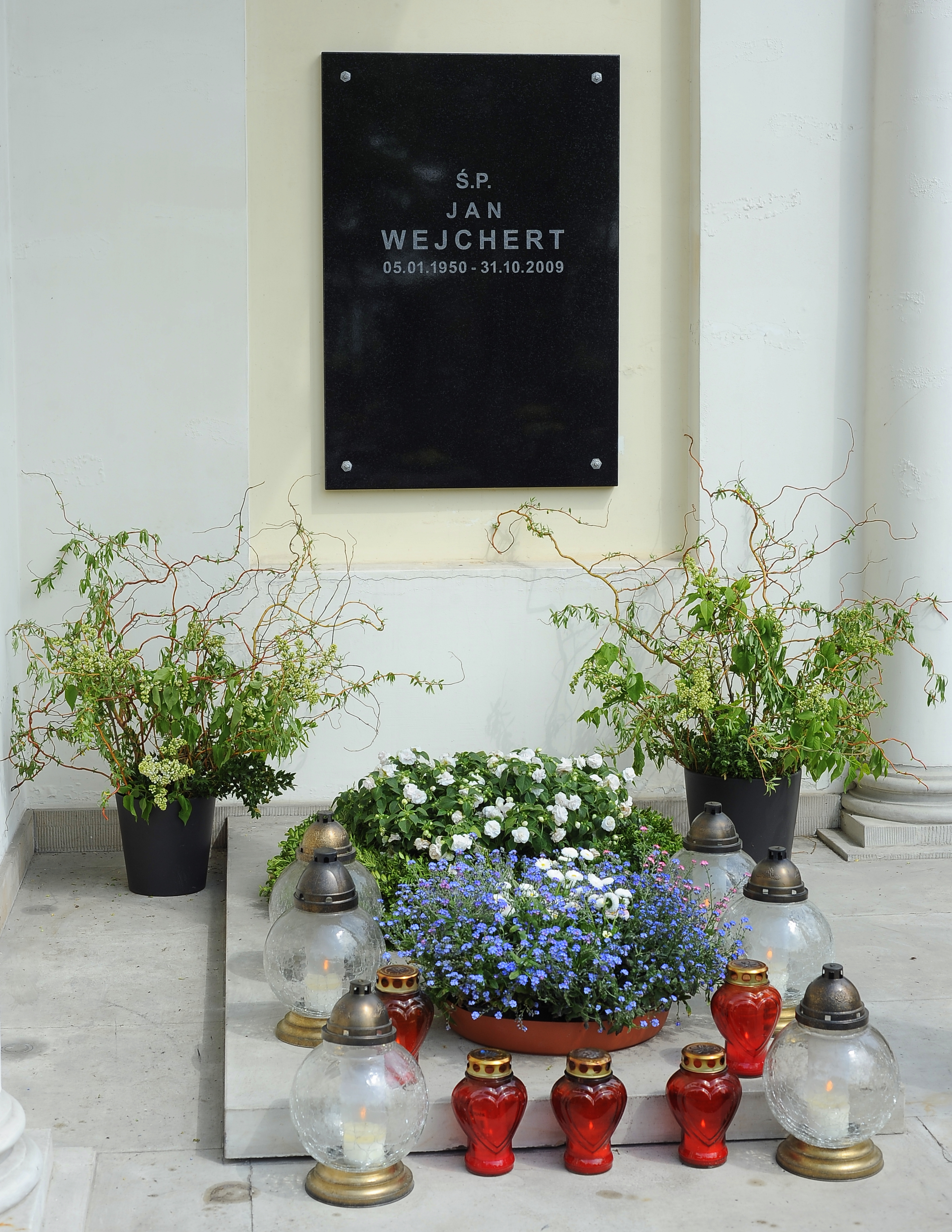
Grób Jana Wejcherta na cmentarzu w Wilanowie

W 1976 poznał Mariusza Waltera, wraz z którym przez cztery lata organizował mecze pokazowe tenisisty Wojciecha Fibaka. Po odejściu Waltera z pracy w TVP zatrudnił go w Konsuprodzie. W 1984 wraz z M. Walterem założył wspólnie przedsiębiorstwo ITI (International Trading and Investment). Przedsiębiorstwo otrzymało koncesję od władz PRL na sprowadzanie sprzętu elektronicznego z zagranicy i dystrybucję filmów na kasetach video w Polsce. Był współzałożycielem (1997) komercyjnej stacji telewizyjnej TVN oraz współwłaścicielem, wraz z Mariuszem Walterem, klubu piłkarskiego Legia Warszawa. W 1996, Wejchert zakupił Pałac Sobańskich w Warszawie przy Al. Ujazdowskich w Warszawie, gdzie później mieściła się Polska Rada Biznesu.
Zajmował 8. miejsce na liście najbogatszych Polaków tygodnika „Wprost” z 2007. Jego majątek wyceniano na 3,6 mld zł. W 2008 pojawił się w rankingu Miliarderów Świata miesięcznika „Forbes” na miejscu 897. z majątkiem szacowanym na 1,3 mld dolarów. W 2009 Wejchert był notowany na 19. miejscu w rankingu najzamożniejszych Polaków ostatnich 30 lat według tygodnika „Wprost”. Jego majątek wyceniano na 4,5 mld zł.
Od 1993 chorował na białaczkę, zmarł 31 października 2009 po krótkiej chorobie w wyniku silnej infekcji bakteryjnej, wywołanej tym sepsy i niewydolności serca. Uroczystości pogrzebowe Jana Wejcherta odbyły się 9 listopada 2009 w Wilanowie. Przewodniczył im oraz homilię wygłosił, redaktor naczelny Tygodnika Powszechnego ksiądz Adam Boniecki. Został pochowany na cmentarzu w Wilanowie. W 2012 powstała „Nagroda Polskiej Rady Biznesu im. Jana Wejcherta”, aby uhonorować sukcesy Wejcherta.

## Życie prywatne
Był kilkakrotnie żonaty, m.in. z Aldoną, miał pięcioro dzieci: Łukasza (właśc. Jan Łukasz, założyciel Tenbit.pl i iTaxi), Agatę, Victorię, Brunona i Charlotte.

## Miejsce na liście najbogatszych Polaków tygodnika Wprost[10]
- 2011 – miejsce 7. (2421 mln zł) Rodzina Wejchertów
- 2010 – miejsce 11. (1600 mln zł)
- 2009 – miejsce 40. (600 mln zł)
- 2008 – miejsce 12. (3 400 mln zł)
- 2007 – miejsce 8. (3 600 mln zł)
- 2006 – miejsce 6. (3 000 mln zł)
- 2005 – miejsce 10. (1 500 mln zł)
- 2004 – miejsce 7. (1 400 mln zł)
- 2003 – miejsce 6. (1 350 mln zł)
- 2002 – miejsce 5. (1 900 mln zł)
- 2001 – miejsce 14.
- 2000 – miejsce 7.
- 1999 – miejsce 9.
- 1998 – miejsce 9.
- 1997 – miejsce 16.
- 1996 – miejsce 24.
- 1995 – miejsce 21.
- 1994 – miejsce 10.
- 1993 – miejsce 11.
- 1992 – miejsce 3.

## Odznaczenia i nagrody
- Krzyż Kawalerski Orderu Odrodzenia Polski (1998)[11]
- Superwiktor specjalny (2009)
- Kryształowa Antena Świata Mediów (2010)